# Chùa Quang Hiếu
Chùa Quang Hiếu (Chữ Hán: 光孝寺; bính âm: Guāngxiào Sì; Wade–Giles: Kuang 1 -hsiao 4 Szu 4; Hán-Việt: Quang Hiếu tự) nằm trên đường Quang Hiếu là một trong những đền thờ Phật cổ nhất ở thành phố Quảng Châu, tỉnh Quảng Đông, Trung Quốc. Đây từng là nơi đặt tư dinh của Vương tử Triệu Kiến Đức thời nhà Triệu nước Nam Việt trong lịch sử Việt Nam.

## Tên gọi khác
Ngôi đền còn có tên khác là Chùa Quang Hiếu Báo Ân.

## Lịch sử
- Cung Mahavira
- Tháp Yifa
- Tháp Yifa
- Chùa West Iron
- Chùa West Iron